# ستيوارت مور (كاتب)
ستيوارت مور (بالإنجليزية: Stuart Moore)‏ هو كاتب أمريكي، ولد في 1950.